# 元子均
元子均（？—550年代），河南郡洛阳县（今河南省洛阳市东）人，追尊魏景穆帝拓跋晃曾孙，北魏宗室、官员。

## 生平
元子均是元脩義之子，在北魏時期官至给事黄门侍郎。永熙三年（535年），魏孝武帝元脩西奔長安，元子均在西魏都督李延孙的帮助护卫下抵达关中。元子均在西魏封安昌王，位开府仪同三司。元子均去世后，朝廷赠予司空，谥号平。

## 家庭

### 父母
- 元修义，北魏使持节、侍中、骠骑大将军、开府、尚书左仆射、雍州刺史、司空公、始平文贞公[4]
- 卢兰，北魏范阳郡太守卢兴宗孙女，幽州主簿卢延集之女[4]

### 子女
- 元则，北周大将军、大司徒、安昌郡公
- 元孝矩，隋朝柱国、泾州刺史、洵阳简公
- 元雅，隋朝领左右将军、集沁二州刺史、顺阳良公
- 元褒，隋朝柱国、齐郡太守、河间郡公
- 元氏，嫁北周使持节、太师、都督中外诸军事、柱国大将军、大冢宰、晋荡公宇文护